# 在日タイ人
在日タイ人（ざいにちタイじん）は、日本に一定期間在住するタイ国籍の人々である。日本に帰化や亡命した人、およびその子孫のことをタイ系日本人と言う。

## 統計
日本の法務省の在留外国人統計によると、2023年末現在日タイ人は61,771人である。都道府県別に見ると、もっとも多いのが東京で、関東地方に集中している。
在留資格別（6位まで）
| 順位 | 在留資格         | 人数   |
| ---- | ---------------- | ------ |
| 1    | 永住者           | 21,738 |
| 2    | 技能実習         | 11,287 |
| 3    | 日本人の配偶者等 | 7,552  |
| 4    | 特定技能         | 4,359  |
| 5    | 定住者           | 4,358  |
| 6    | 留学             | 4,209  |

都道府県・地方別（10位まで）
| 順位 | 都道府県 | 地方 | 人数  |
| ---- | -------- | ---- | ----- |
| 1    | 東京     | 関東 | 8,323 |
| 2    | 千葉     | 関東 | 6,280 |
| 3    | 茨城     | 関東 | 5,267 |
| 4    | 神奈川   | 関東 | 4,498 |
| 5    | 埼玉     | 関東 | 3,820 |
| 6    | 愛知     | 中部 | 3,700 |
| 7    | 大阪     | 近畿 | 2,761 |
| 8    | 長野     | 中部 | 2,470 |
| 9    | 栃木     | 関東 | 1,904 |
| 10   | 三重     | 中部 | 1,748 |

## 在留者の変遷
日本におけるタイ人は労働者として1980年代末から急増し始め、多くのタイ人が短期ビザで入国し単純労働者として生活していた。その多くがそのまま違法滞在者となり、1993年にはその数は55,380人に達し、大都市圏近郊を中心に建設現場や農場、工場等で多くのタイ人が不法就労を行っていた。しかし、2011年1月1日時点では不法滞在者数は3,558人に減少している。そのため90年代よりは在日タイ人コミュニティは縮小していると言える。
現在は、労働者よりも留学生や国際結婚として来日し滞在しているタイ人が主流である。また、2017年以降はサッカーJリーグにおいて各チームがタイ人選手を積極的に獲得し始め、チャナティップ・ソングラシン、ティーラシン・デーンダー、テーラトン・ブンマタンのように活躍する選手が出てきている。